# 플레스카비차
플레스카비차(세르비아어: Пљескавица, 발음 [pʎɛ̂skaʋitsa])는 세르비아의 고기 요리이다. 쇠고기, 돼지고기, 양고기를 섞어 만든 패티이며, 몬테네그로, 보스니아 헤르체고비나, 북마케도니아, 코소보, 크로아티아 등 인접한 발칸반도 및 구 유고슬라비아 국가들에서도 인기 요리로 자리잡았다. 세르비아의 국민 음식 가운데 하나로 여겨진다.

## 이름
세르비아어 "플레스카비차(пљескавица)"는 "박수, 치기, 때리기"를 뜻하는 명사 "플레사크(пљесак)"의 속격 형태인 "플레스카(пљеска)"에 파생 접미사 "아비차(-авица)"를 붙여 만든 명사로, "쳐서 만든 것"을 뜻한다.

## 만들기
다진 쇠고기, 돼지고기, 양고기를 섞어 만든다. (보스니아 헤르체고비나의 무슬림들은 돼지고기를 먹지 않기 때문에 주로 쇠고기만 사용된다.) 전통적으로는 마늘이나 양파가 들어가지 않지만, 현대에 와서는 다진 양파를 넣는 경우가 많다. 치즈나 잘게 다진 베이컨을 넣어 만들기도 하며, 소금과 후추, 파프리카가루를 넣어 간한다. 다진 고기 반죽을 동글납작하게 빚어 그릴이나 팬에 구워 낸다. 흔히 양파, 카이마크, 아이바르, 우르네베스 등을 곁들이며, 레피냐에 끼워 햄버거처럼 먹기도 한다.

## 같이 보기
- 체바피